# Victoria Blade
Victoria Blade is een Amerikaanse actrice en zangeres voornamelijk bekend van series als Chicago Fire, Blue Bloods en Doom Patrol. Haar bekendste rol is die van de vrouw in de commercials in WandaVision.

## Biografie
Blade acteert sinds 2010 en had haar eerste rol in de film Cherry en haar bekendste rol in de Disney+-serie WandaVision.
Haar eerste single kwam uit in december 2020.

## Filmografie
- 2021 - WandaVision, als vrouw in commercial (5 afleveringen)
- 2020 - Antebellum, als Rebecca
- 2020 - Brockmire, als Limòn / Debbie (7 afleveringen)
- 2020 - Sistas, als Cindy Davis (1 aflevering)
- 2020 - The Outsider, als Anjanue Mitchell (1 aflevering)
- 2019 - Watchmen, als moeder (2 afleveringen)
- 2019 - Dynasty, als Daphne (1 aflevering)
- 2019 - Lodge 49, als Pamela (1 aflevering)
- 2019 - Doom Patrol, als Millie (1 aflevering)
- 2018 - Alien Baby (korte film), als Annie
- 2018 - Blue Bloods, als Alice (1 aflevering)
- 2016 - Look Who's Crashing (korte film), als Jodi
- 2013-2014 - Chicago Fire, als Lisa Clarke (3 afleveringen)
- 2013  - Blessed Veil (korte film), als Ruby
- 2013 - Little Barfly (korte film), als moeder
- 2011 - Neighbors (korte film), als Kristie
- 2010 - Cherry, als Wild Bill's Girl